# مالقوج أوغلي بالي بك
بالي بك مالقوج أوغلى (بالتركية: Malkoçoğlu Bali Bey) بكلربك عثماني.

## حياته
بدأت الحرب العثمانية البولندية في أوائل عام 1498م بعد تدخل بولندا في إمارة البغدان (مولدوفا) التي كانت تحت الحماية العثمانية. في البداية، تم تعيين يعقوب باشا بكلربك الروملي، وحتى الوزير مسيح باشا لهذه الحرب. ولكن، بعد أن مُني ملك بولندا بهزيمة كبيرة في الحرب أمام القوات التركية - البغدانية واستطاع أن ينقذ حياته بألف فارس فقط و20,000 عربة مليئة بالغنائم استولى عليها العثمانيون، فُهم أن ذلك لم يكن ضروريًا وأُسندت إدارة الحرب إلى بالي بك مالقوج أوغلى قائد الآقنجية في سنجق سيليسترا. قام بالي بك بغارتين على بولندا، وكانت أكبر حملة إغارة في التاريخ العثماني حيث بلغ عدد المغيرين 40.000 مغير.
كان الجناح الأيمن من الجيش بقيادة علي بك، الابن الأكبر لبالي بك، والجناح الأيسر بقيادة مصطفى بك. عبر الفرسان العثمانيين أولاً نهر بروت ثم نهر دنيستر. دخل مصطفى بك أولاً غاليسيا. وسار إلى الشمال الغربي واستولى على ياروسلاف التي تقع على بُعد 100 كيلومتر شمال غرب لفيف (Lviv)، وتبعد 260 كم عن وارسو و500 كم عن بحر البلطيق.
وبعد حوالي 3 أشهر، عاد الجيش التركي إلى بولندا مرة أخرى. وهذه المرة كان متجهاً إلى بودوليا وغاليسيا. ومع ذلك، لم تستمر الحملة طويلاً بسبب البرد القارس.
ومع هذا النجاح الكبير، تمت ترقية بالي باي من سنجق باي إلى بكلربك.

## قبره
يقع قبره في باحة "جامع بالي بك" في بورصة. أما جامع بالي باشا في الفاتح بإسطنبول، الذي بدأه في حياته ولم يستطع إكماله، فقد أكملته زوجته "هومة سلطان" (Hüma Sultan) في عام 1504م.

## مناصبه
تولى المناصب التالية:
- بكلربك.